# Аржије
Аржије (фр. Argilliers) насеље је и општина у јужној Француској у региону Лангдок-Русијон, у департману Гар која припада префектури Ним.
По подацима из 2011. године у општини је живело 402 становника, а густина насељености је износила 60,27 становника/km². Општина се простире на површини од 6,67 km². Налази се на средњој надморској висини од 54 метара (максималној 200 m, а минималној 37 m).

## Демографија
| 1962. | 1968. | 1975. | 1982. | 1990. | 1999. | 2011. |
| ----- | ----- | ----- | ----- | ----- | ----- | ----- |
| 69    | 74    | 76    | 96    | 120   | 193   | 402   |

График промене броја становника у току последњих година